# Lower Harpton
Lower Harpton est une paroisse civile et un village du Herefordshire, en Angleterre.